# Gaetano De Leo
Gaetano De Leo (Pola, 29 gennaio 1940 – Roma, 31 dicembre 2006) è stato uno psicologo italiano, professore ordinario di psicologia giuridica e sociale dell'Università degli Studi di Bergamo.
Fu uno dei fondatori e dei docenti di punta della cattedra di Psicologia giuridica dell'Università La Sapienza di Roma. Fondamentali i suoi testi sulla devianza giovanile.

## Biografia
De Leo nacque a Pola quando la città apparteneva ancora alla Venezia Giulia italiana. Il suo nome era Gaetano, ma familiari ed amici lo chiamavano col diminutivo di Uccio; era il primo di cinque fratelli: suo padre, Giuseppe, era un maresciallo dell'esercito, mentre la madre, Lidia Blasina, dopo che la famiglia si trasferì, esule dopo la guerra, al Villaggio Giuliano-Dalmata di Roma, vi gestiva un'osteria.
Come il padre, Gaetano De Leo si avviò nella carriera militare e ottenne il diploma di capitano di lungo corso dopo un viaggio in Africa con la nave scuola Amerigo Vespucci e un'esperienza in marina, presso una Capitaneria di porto, ma poi sentì una sorta di vocazione al giornalismo e alla produzione letteraria. Cominciò a scrivere per Difesa adriatica, il giornale dell'Associazione Nazionale Venezia Giulia e Dalmazia: i suoi articoli, di carattere sia politico sia letterario, si segnalavano per talento, originalità e acutezza nell'analisi critica, con un pensiero critico nettamente orientato a destra. 
Stabilitosi a Trieste, De Leo cominciò a studiare James Joyce e gli autori triestini: Svevo, Saba, Stuparich, Slataper, sui quali avrebbe scritto articoli e saggi di spessore, tanto da diventare, ben presto, uno dei critici letterari di punta del Piccolo di Trieste. Inseritosi così nel mondo letterario giuliano, frequentava tutti i maggiori esponenti dell'epoca, da Fulvio Tomizza a Stelio Mattioni, dalla poetessa Lina Galli allo scrittore Manlio Cecovini, futuro sindaco della città, da Stelio Crise a Virgilio Giotti. 
Con l'avvicinarsi del Sessantotto, con la sua ventata di cambiamento, De Leo, sensibile agli umori della società, cominciò a mostrare un'inquietudine crescente.  In una sua lettera ancora del 23 agosto 1967 all'amico Diego Zandel, De Leo scriveva:
Si avviava così, per De Leo, una maturazione di scelte che, alla fine, lo avrebbe condotto ad abbandonare improvvisamente e per sempre la letteratura, denunciandone l'inutilità, e ad iscriversi alla facoltà di sociologia dell'Università di Trento. Trasferitosi in seguito a Roma, si impegnò con un gruppo di intellettuali di estrema sinistra: Franco Prattico, giornalista del settimanale del Partito Comunista Italiano Vie nuove e poi della Repubblica, lo scrittore Mario Lunetta, il critico d'arte Giorgio di Genova e altri ancora, con i quali diede vita a una rivista di impegno culturale intitolata La Comune. 
Dal 1972 operò come consulente psicologo presso gli Istituti penali per Minorenni del Ministero di grazia e giustizia. Svolse, dapprima a Santa Maria Capua Vetere (Caserta) e poi a Casal del Marmo (Roma), attività clinica finalizzata all'osservazione della personalità dei minori in attesa di giudizio; effettuò inoltre attività istituzionali e extra-istituzionali di ricerca-intervento. Curò e condusse numerosi corsi di formazione per operatori penitenziari e giudiziari (assistenti sociali, educatori, psicologi, agenti di custodia, magistrati) e per operatori sociali (insegnanti, operatori dei servizi territoriali, operatori delle comunità per tossicodipendenti e per malati di AIDS), sia a Roma sia in altre città italiane. 
Dal 1977 al 1983 fu membro del Comitato Regionale del Lazio per la prevenzione, cura e riabilitazione delle tossicodipendenze e dell'alcolismo. Nel 1977 venne anche chiamato a far parte di una commissione ministeriale per la riforma della giustizia minorile. Il Tribunale per i Minorenni di Roma lo incaricò di svolgere numerose perizie psicologiche per minori imputati. In particolare, negli ultimi anni della sua vita effettuò perizie per i più gravi casi di omicidio e di parricidio avvenuti nel Lazio. Dal 1984 al 1987 fu consulente nazionale dell'Ufficio per la Giustizia Minorile. Nel 1987 venne nominato dal Ministro di grazia e giustizia membro della Commissione Nazionale per la Riforma del Codice di Procedura Penale per i Minorenni (unico docente di discipline non giuridiche a far parte della Commissione). 
Nel 1988 il Ministero degli affari esteri lo inserì quale esperto in una Commissione dell'ONU per lo studio e la supervisione di un progetto per l'assistenza dei "bambini di strada" in Argentina e in Uruguay. Nel 1990 fu nominato - dai ministri per la Ricerca Scientifica e per gli Affari Sociali - membro della commissione interministeriale per lo studio del rischio psicologico-sociale nell'età evolutiva. Nel 1991 il Ministero della sanità gli affidò l'organizzazione e la conduzione di un corso per studenti in Psicologia, Sociologia, Medicina, Scuola di Servizio Sociale su "Interventi di Prevenzione e lotta all'AIDS". Dal 1992 il Consiglio Superiore della Magistratura gli conferì incarichi di docente ai corsi di formazione per Magistrati dei Tribunali per i Minorenni. Nel 1996 il Ministro per la Solidarietà Sociale lo nominò componente della commissione per la gestione del fondo per lo sviluppo degli interventi sociali. Nel 1997 la Presidenza del Consiglio dei ministri, Dipartimento degli Affari Sociali, lo nominò componente di una commissione sulla prevenzione della devianza minorile. Sempre nel 1997 iniziò una collaborazione con le Nazioni Unite, "Center for International Crime Prevention", per l'individuazione di standard minimi di intervento nelle carceri dei Paesi aderenti e per l'innovazione dei progetti di formazione degli operatori penitenziari. 
Più volte fu invitato a partecipare, da esperto, a trasmissioni televisive, per approfondire tematiche legate a delitti nei quali erano implicati minori. All'inizio della sua carriera fu uno dei periti per l'omicidio di Pier Paolo Pasolini e alla fine della sua carriera fu uno dei quattro periti nominati dal Tribunale di Torino nel delitto di Cogne. Era iscritto all'albo degli psicologi del Lazio dal 1990, con abilitazione all'attività psicoterapeutica, e con i professori Salvini e Pagliaro aveva fondato la Scuola di Specializzazione in Psicoterapia Cognitivo Interattiva (che ebbe la sua sede a Lecco e poi a Padova) mentre con i professori Petruccelli e Patrizi aveva fondato la Scuola di Psicoterapia Strategica Breve di Roma. 
Morì il 31 dicembre 2006, all'età di 66 anni, per un attacco cardiaco, dopo aver pubblicato circa 200 lavori scientifici. Al suo nome l'Università della Sapienza ha istituito una borsa di studio.

## Carriera accademica
All'inizio della sua carriera in università, Gaetano De Leo svolse collaborazioni con la facoltà dell'Università di Barcellona, nel corso di specializzazione in Psicoterapia Cognitivo Comportamentale. All'interno del programma Erasmus effettuò docenze e seminari internazionali dal 1984 al 1986 all'Università di Rotterdam. 
Per gli anni accademici 1988-1989 e 1994-1995, gli fu affidata la direzione del Corso di Perfezionamento in Psicologia e Giurisdizione Minorile all'Università La Sapienza di Roma. Dal 1991 fece parte del Consiglio Direttivo del Centro Interuniversitario per la Ricerca sulla Genesi e sullo sviluppo delle Motivazioni Prosociali e Antisociali. Con delibera del 15 gennaio 1992 il Consiglio della Facoltà di Psicologia, con parere di "piena dignità scientifica", approvò la sua chiamata al ruolo di seconda fascia di psicologia giuridica. Fu anche titolare dell'insegnamento di criminologia. Insegnò, inoltre, nella Scuola di Specializzazione di Psicologia Clinica e al Corso di Perfezionamento in Psicologia e Giurisdizione Minorile, nella stessa Facoltà di Psicologia di Roma.
Dal 1995 entrò a far parte del Centro Interuniversitario per la Ricerca sulla Genesi e sullo Sviluppo delle Motivazioni Prosociali e Antisociali (Università "La Sapienza" di Roma, Università di Firenze, Università Cattolica di Milano, Università Federico II di Firenze). 
Negli anni accademici 1996-1997 e 1997-1998 insegnò Psicologia Sociale all'Università dell'Aquila. Negli anni accademici 1996-1997, 1997-1998, 1998-1999 insegnò Psicologia del lavoro presso l'Università di Teramo e negli stessi anni insegnò all'Università Salesiana di Roma Psicosociologia della devianza minorile. 
Dal 1997 fu responsabile del Centro di Psicologia Clinica e degli Interventi Psicosociali, presso l'Università di Roma, Dipartimento di Psicologia dello Sviluppo e dell'Educazione. Nel 1998, con il Centro Interuniversitario per la Ricerca sulla Genesi e sullo Sviluppo delle Motivazioni Prosociali e Antisociali, definì una convenzione quadro con l'Ufficio Centrale della Giustizia Minorile del Ministero di grazia e giustizia per collaborazioni scientifiche e formative. Venne nominato professore ordinario di psicologia giuridica nel novembre del 2000. Svolse le funzioni di direttore del Dipartimento di Psicologia dei processi di sviluppo e socializzazione di Roma per tre anni, dal 1º novembre 2000. 
Nel novembre 2003, ottenne l'incarico di professore ordinario presso l'Università degli Studi di Bergamo. Dal 2004 fu presidente del Comitato scientifico della Scuola di Specializzazione di Psicoterapia Strategica Integrata "Seraphicum" (SCUPSIS). Nel novembre 2005 entrò a far parte del progetto triennale del MIUR relativo all'incentivazione di collaborazioni interuniversitarie internazionali con il tema "Lo studio della falsa testimonianza nell'ambito della psicologia forense: una ricerca sugli aspetti di codifica e decodifica della comunicazione menzognera negli operatori della giustizia".